# ألاي علي فاضل
الاي علي فاضل هو لاعب كرة قدم، من مواليد 16 فبراير 2003 في السويد، يلعب في صفوف نادي غوتبورغ، ومنتخب العراق. مثل منتخب العراق تحت 19 سنة في تشرين الثاني /نوفمبر 2021. ظهر لأول مرة مع منتخب العراق بخسارة المنتخب العراقي بركلات الترجيح ضد عُمان في بطولة الأردن الدولية في 23 سبتمبر 2022.

## حياة شخصية
ولد الاي علي فاضل في السويد لأب عراقي وأم جزائرية.

## إحصائيات
آخر تحديث 19 كانون الثاني 2023.
| منتخب العراق | منتخب العراق | منتخب العراق | منتخب العراق |
| السنة        | المباريات    | الأهداف      |              |
| ------------ | ------------ | ------------ | ------------ |
| 2022         | 3            | 0            |              |
| 2023         | 5            | 0            |              |
| المجموع      | 8            | 0            |              |

## الجوائز والإنجازات

### الجماعية
العراق تحت 18 سنة
- بطولة اتحاد غرب آسيا تحت 18 سنة (1): 2021

 العراق
- كأس الخليج العربي (1): 2023

## روابط خارجية
- الاي علي فاضل سوزان على موقع اتحاد السويد (السويدية)
- الاي علي فاضل سوزان على موقع قاعدة بيانات كرة القدم.إي يو (الإنجليزية)
- الاي علي فاضل سوزان على موقع ناشيونال فوتبول تيمز (الإنجليزية)
- الاي علي فاضل سوزان على موقع Soccerway.com (الإنجليزية)